# Gibson Brothers
Pour les articles homonymes, voir Gibson.
Les Gibson Brothers sont un groupe français de disco, originaire de la Martinique. Formé en 1976, le groupe a connu son plus grand succès pendant la période disco à la fin des années 1970. Les chansons les plus connues du groupe sont Cuba et Que sera mi vida.

## Histoire
Les trois frères Christian Francfort (né le 20 juin 1954), Patrick Francfort (23 février 1957 – 4 avril 2020) et Alexandre Francfort sont originaires de Sainte-Marie, île de la Martinique. Ils voyagent avec leurs parents à Paris dans les années 1950 et rejoignent en 1969 le groupe Phalansters, dont faisait également partie le jeune Jean-Jacques Goldman, avec lequel les frères jouent dans les bals et discothèques du nord-est de la France.
En 1976, ils forment le groupe Martinique Express, qui apparaît à la télévision française aux côtés de Guy Lux. Sous ce nom ils sortent un 45 tours, En nou allé, qu'ils interprètent dans l'émission Ring Parade le 4 avril. Ils sont repérés par le producteur de disques Daniel Vangarde, qui change le nom de leur groupe la même année en Gibson Brothers.
Ils enregistrent leur premier single sous le nom Gibson Brothers, Come to America, qui atteint la 12e place en Belgique et en Italie. L'année suivante, en juin 1977, ils sortent Non-Stop Dance qui atteint la première place des hit-parades aux Pays-Bas et en Belgique (Flandre),.
En 1978, ils sortent le single Cuba, qui sera bien classé dans plusieurs pays, atteignant notamment la 9e place du classement disco américain du magazine Billboard et la première place en Finlande. Comme la plupart de leurs autres succès, il est écrit et produit par Vangarde et le producteur belge Jean Kluger. Les Gibson Brothers ont connu deux autres grands succès en 1979 et 1980 avec Ooh, What a Life et Qué será mi vida. Un autre succès en 1982 est My Heart's Beating Wild (Tic Tac Tic Tac).
En 1984, les Gibson Brothers réalisent les arrangements de la chanson T'as le look, coco de Laroche Valmont. En 1987, ils sont consacrés « Groupe de l'année » en Angleterre, à la suite de la publication de leur album Emily[réf. nécessaire]. L'année suivante, ils composent Avion de nuit pour la chanteuse Agatha de Co. En 1990, ils enregistrent le single Let's All Dance avec David Christie.
Le 4 avril 2020, Patrick Francfort (alias Patrick Gibson), le batteur du groupe, meurt des suites de la pandémie de Covid-19.

## Membres
- Christian Francfort, dit Chris Gibson (1976-) – chant, percussion
- Alexandre Francfort, dit Alex Gibson (1976-) – chant, claviers
- Patrick Francfort, dit Patrick Gibson (1976-2020) – chant, batterie

## Discographie

### Albums studio
| Date                                           | Titre                          | Meilleure position | Meilleure position | Meilleure position | Meilleure position |
| Date                                           | Titre                          | FRA                | ALL                | R-U                | SUE                |
| ---------------------------------------------- | ------------------------------ | ------------------ | ------------------ | ------------------ | ------------------ |
| 1977                                           | Non-Stop Dance/Come to America | —                  | —                  | —                  | 12                 |
| 1977                                           | By Night                       | —                  | —                  | —                  | 20                 |
| 1978                                           | Heaven                         | —                  | —                  | —                  | —                  |
| 1979                                           | Cuba                           | 23                 | —                  | —                  | 25                 |
| 1980                                           | On the Riviera                 | —                  | 65                 | 50                 | 36                 |
| 1981                                           | Quartier Latin                 | —                  | —                  | —                  | —                  |
| 1984                                           | Emily                          | —                  | —                  | —                  | —                  |
| 1996                                           | Move On Up                     | —                  | —                  | —                  | —                  |
| 2005                                           | Blue Island                    | —                  | —                  | —                  | —                  |
| « — » indique que l'album ne s'est pas classé. |                                |                    |                    |                    |                    |

### Singles
| Date                                                                             | Titre                                     | Meilleure position | Meilleure position | Meilleure position | Meilleure position | Meilleure position | Meilleure position | Meilleure position | Meilleure position | Meilleure position | Meilleure position | Album                          |
| Date                                                                             | Titre                                     | FRA ,              | ALL                | AUS                | BEL (FLA)          | FIN                | ITA                | P-B                | R-U                | US ,               | US Dance           | Album                          |
| -------------------------------------------------------------------------------- | ----------------------------------------- | ------------------ | ------------------ | ------------------ | ------------------ | ------------------ | ------------------ | ------------------ | ------------------ | ------------------ | ------------------ | ------------------------------ |
| 1976                                                                             | Come to America                           | 35                 | —                  | —                  | 12                 | —                  | 12                 | —                  | —                  | —                  | —                  | Non-Stop Dance/Come to America |
| 1977                                                                             | Non-Stop Dance                            | 42                 | —                  | —                  | 1                  | —                  | —                  | 1                  | —                  | —                  | —                  | Non-Stop Dance/Come to America |
| 1977                                                                             | Because I Love You                        | —                  | —                  | —                  | —                  | —                  | —                  | —                  | —                  | —                  | —                  | Non-Stop Dance/Come to America |
| 1977                                                                             | Baby It's the Singer                      | —                  | —                  | —                  | —                  | —                  | 28                 | —                  | —                  | —                  | —                  | By Night                       |
| 1977                                                                             | Somewhere                                 | —                  | —                  | —                  | —                  | —                  | —                  | —                  | —                  | —                  | —                  | By Night                       |
| 1977                                                                             | Heaven                                    | —                  | —                  | —                  | —                  | —                  | 25                 | —                  | —                  | —                  | —                  | Heaven                         |
| 1978                                                                             | Jenny                                     | —                  | —                  | —                  | —                  | —                  | —                  | —                  | —                  | —                  | —                  | Single uniquement              |
| 1978                                                                             | Cuba                                      | 13                 | 22                 | —                  | 25                 | 1                  | 19                 | 30                 | 12                 | 81                 | 9                  | Cuba                           |
| 1979                                                                             | Better Do It Salsa                        | 47                 | —                  | —                  | —                  | —                  | —                  | —                  | —                  | —                  | —                  | Cuba                           |
| 1979                                                                             | Ooh, What a Life                          | —                  | —                  | —                  | —                  | 14                 | —                  | —                  | 10                 | —                  | 48                 | Cuba                           |
| 1979                                                                             | Qué será mi vida (If You Should Go)       | 35                 | 4                  | 9                  | 1                  | 23                 | —                  | 1                  | 5                  | —                  | 8                  | Cuba                           |
| 1980                                                                             | Mariana                                   | —                  | 14                 | —                  | —                  | 16                 | —                  | —                  | 11                 | —                  | —                  | On the Riviera                 |
| 1980                                                                             | Latin America                             | 31                 | 38                 | —                  | —                  | —                  | —                  | 18                 | —                  | —                  | —                  | On the Riviera                 |
| 1981                                                                             | Sheela                                    | —                  | —                  | —                  | —                  | —                  | —                  | —                  | —                  | —                  | —                  | Quartier Latin                 |
| 1981                                                                             | Quartier Latin                            | —                  | —                  | —                  | —                  | —                  | —                  | —                  | —                  | —                  | —                  | Quartier Latin                 |
| 1981                                                                             | Train to Bombay                           | —                  | —                  | —                  | —                  | —                  | —                  | —                  | —                  | —                  | —                  | Quartier Latin                 |
| 1982                                                                             | My Heart's Beating Wild (Tic Tac Tic Tac) | 14                 | —                  | —                  | —                  | —                  | —                  | —                  | 56                 | —                  | —                  | Single uniquement              |
| 1983                                                                             | Silver Nights                             | —                  | —                  | —                  | —                  | —                  | —                  | —                  | —                  | —                  | —                  | Emily                          |
| 1984                                                                             | Hey Ho (Move Your Body)                   | —                  | —                  | —                  | —                  | —                  | —                  | —                  | —                  | —                  | —                  | Emily                          |
| 1985                                                                             | Emily                                     | —                  | —                  | —                  | —                  | —                  | —                  | —                  | —                  | —                  | —                  | Emily                          |
| 1986                                                                             | Party Tonight                             | —                  | —                  | —                  | —                  | —                  | —                  | —                  | —                  | —                  | —                  | Single uniquement              |
| 1988                                                                             | Ends of the World                         | —                  | —                  | —                  | —                  | —                  | —                  | —                  | —                  | —                  | —                  | Single uniquement              |
| 1991                                                                             | Let's All Dance (feat. David Christie)    | —                  | —                  | —                  | —                  | —                  | —                  | —                  | —                  | —                  | —                  | Single uniquement              |
| 1992                                                                             | Señora Maria                              | —                  | —                  | —                  | —                  | —                  | —                  | —                  | —                  | —                  | —                  | Single uniquement              |
| « — » indique que le single ne s'est pas classé ou n'est pas sorti dans le pays. |                                           |                    |                    |                    |                    |                    |                    |                    |                    |                    |                    |                                |

### Enfeaturing
| 2000                                             | Music & Passion (Ben Liebrand feat. Gibson Brothers)            | —  | —  | —  | 91 |
| 2011                                             | Cuba (Robert Abigail & DJ Rebel feat. The Gibson Brothers)      | 55 | 7  | 22 | —  |
| 2011                                             | Non Stop Dance (Robert Abigail, Philip D & The Gibson Brothers) | —  | 27 | —  | —  |
| « — » indique que le single ne s'est pas classé. |                                                                 |    |    |    |    |